# Thököly család

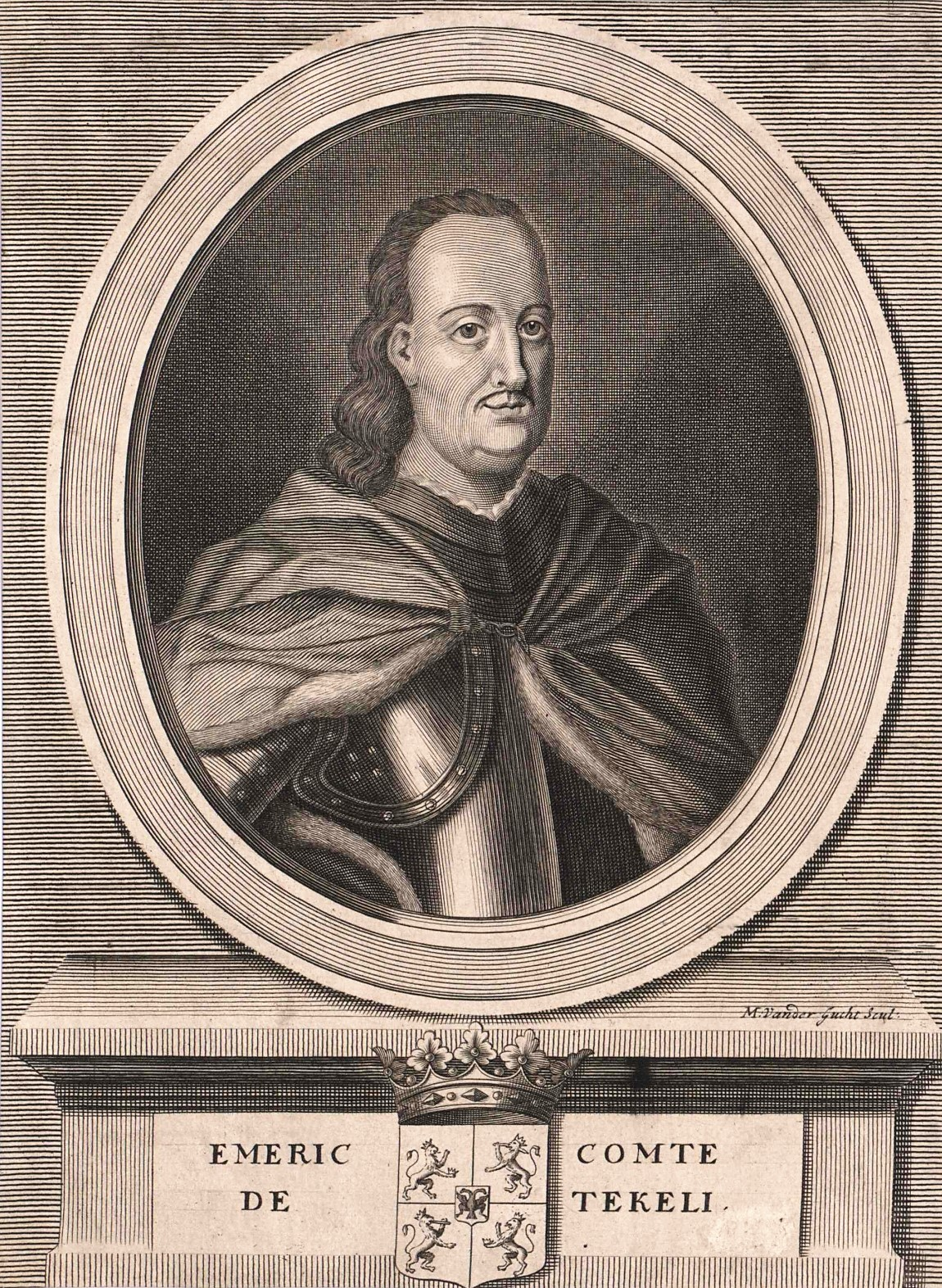
A család legismertebb tagja, gróf Thököly Imre

A késmárki Thököly család a 17. században a magyar történelemben nagyon jelentős szerepet játszó, evangélikussá vált, híres főúri család volt.Thököly Sebestyén 1572-ben szerzett nemességet, ekkortól kezdve a „Tekelházi” előnevet használta. Ő 1579-ben megszerezte a felvidéki Késmárkot, mint várbirtokot, és ekkortól kezdve már a „késmárki” előnevet viselte a család. Thököly Sebestyén 1598-ban bárói rangot szerzett a családnak. I. István báró, a felesége révén, Árva várát szerezte meg, II. István 1654-ben gróf lett. A család legismertebb tagja, gróf Thököly Imre, a legendás „kuruckirály”, Zrínyi Ilona második férje. A család kihalt.

## A családfa
- A1. Thököly I. Ferenc (*? - †?);[1] h: Balogh Krisztina (*? - †?) 
  - B1. Sebestyén (*? - †1607), báró; h: Dóczy Zsuzsanna (*? - †1596?)
    - C1. I. István (*1581 - †1651), báró; 1. h: Hoffmann Zsófia (*?- †1618), 2. h: Thurzó Katalin (*? - †1647)
      - D1. (1. h.) II. Krisztina (*1610 - †1611);
      - D2. (1. h.) I. Zsófia (*1613 - †1619);
      - D3. (1. h.) II. Gábor (*1615 - †1618);
      - D4. (1. h.) Zsigmond (*1618 - †1678); 1. h. Monoki Zsuzsanna (*? - †?), 2. h: Pogrányi Szalomea (*? - †?)
        - E1. (1. h.) II. Miklós (*? - †1679 előtt?); h: Jakusith Zsuzsanna (*? - †1676) 
          - F1. III. Éva (*? - †?); 1. h: Sirchich István (*? - †?), 2. h: Szejdell (Sztejdell?)    Lőrinc (*? - †?)
          - F2. III. Erzsébet (*? - †?); h: báró szlavniczai Sándor Gáspár (*? - †1723 körül) [2]

        - E2. (1. h. ?) II. Zsófia (*1656 - †1703); h: Nyári Ferenc (*1650 körül - †1699)

      - D5. (2. h.) I. Imre (*1621 - †1621)
      - D6. (2. h.) II. István (*1623 - †1670), gróf; Gyulaffy Mária (*1637? - †1659)
        - E1. Ádám (*1652 - †1652),
        - E2. III. István (*1654 - †1655)
        - E3. Katalin (*1655 - †1701); 1. h: Esterházy Ferenc (*1641 - †1683), 2. h: Maximilan Jörger (*? - †1698), 3. h: Johann Jakob von Löwenburg (*? - †?)
        - E4. II. Mária (*1656 - †1695); 1. h: Pethő László (*? - †1685 előtt), 2. h: gróf Nádasdy István (*? - †1685 után), 3. h: gróf Johann von Tarnowski (*? - †?)
        - E5. II. Imre (*1657 - †1705), gróf Thököly Imre, Felső-Magyarország fejedelme: 1682-1685, Erdély fejedelme: 1690; h: Zrínyi Ilona (*1643 - †1703)
          - F1. IV. Erzsébet (*1683 - †1688)

        - E6. II. Éva (*1659 - †1716); h: herceg Esterházy Pál (*1635 - †1713)

      - D7. (2. h.) I. Mária (*1624 - †?); h: báró Károlyi Ádám (*? - †1651)
      - D8. (2. h.) Borbála (*1625 - †1629)
      - D9. (2. h.) III. Krisztina (*1627 - †1629)
      - D10. (2. h.) II. Erzsébet (*1629? - †1662), h: báró idősebb idősebb Petrőczy István (*1623? ; 1633? - †1678?) [3]
      - D11. (2. h.) János (*1630 - †1633)
      - D12. (2. h.) I. Éva (*1632 - †1633)

    - C2. Ilona (*1583 - †1584)
    - C3. I. Gábor (*1584 - †1584)
    - C4. II. Ferenc (*1585 - †1587)
    - C5. I. Erzsébet (*1586 - †1623)
    - C6. I. Miklós (*1587 - †1617)
    - C7. Mihály (*1589 - †1595)
    - C8. Pál (*1590 - †1591)
    - C9. III. Ferenc (*1591 - †1592)
    - C10. Anna (*1592 - †?), h: báró Ostrosith István asztalnokmester (*? - †?)
    - C11. I. Krisztina (*? - †?)
    - C12. György (*? - †?)
    - C13. Márton (*? - †1641)

### Jelölések
- * = születés
- † = elhalálozás
- h, 1. h, 2. h, 3. h = házasság; első-, második-, harmadik házasság